# Zsolt Lőw
Zsolt Lőw (ur. 29 kwietnia 1979 w Budapeszcie) – węgierski piłkarz występujący na pozycji obrońcy oraz trener.

## Kariera klubowa
Lőw zawodową karierę rozpoczynał w pierwszoligowym Újpeszcie Budapeszt. Debiutował tam w sezonie 1998/1999 i rozegrał wówczas 2 ligowe spotkania, a jego klub zajął 3. miejsce w tabeli węgierskiej ekstraklasy. Od początku następnego sezonu stał się podstawowym graczem Újpestu. W sezonie 2001/2002 zdobył z klubem Puchar Węgier.
Latem 2002 roku odszedł do niemieckiego Energie Cottbus, grającego w Bundeslidze. W tej lidze zadebiutował 10 sierpnia 2002 w zremisowanym 1:1 meczu z Bayerem 04 Leverkusen. W sezonie 2002/2003 zajął z klubem 18. miejsce w lidze i spadł z nim do drugiej ligi. Tam jako zawodnik Energie spędził jeszcze dwa lata.
W 2005 roku przeszedł do innego drugoligowca – Hansy Rostock. Zadebiutował tam 7 sierpnia 2005 w przegranym 1:2 meczu z Kickers Offenbach. Od czasu debiutu Lőw pełnił rolę rezerwowego w Hansie. Grał tam przez jeden sezon, w ciągu którego zagrał tam w 11 ligowych meczach.
W 2006 roku przeniósł się do TSG 1899 Hoffenheim występującego w Regionallidze Süd. W sezonie 2006/2007 zajął z klubem 2. miejsce w lidze i awansował z nim do 2. Bundesligi. Po roku jego klub wywalczył awans do Bundesligi. Tam w barwach Hoffenheim grał do stycznia 2007. Przez trzy lata rozegrał tam w sumie 39 ligowych spotkań.
27 stycznia 2009 podpisał kontrakt z drugoligowym 1. FSV Mainz 05. Pierwszy występ w jego barwach zanotował 2 lutego 2009 w zremisowanym 1:1 pojedynku z 1. FC Kaiserslautern. W sezonie 2008/2009 uplasował się z Mainz na 2. pozycji w lidze i awansował z nim do ekstraklasy.

## Kariera reprezentacyjna
W reprezentacji Węgier Lőw zadebiutował 8 maja 2002 w przegranym 0:2 towarzyskim meczu z Chorwacją. 7 września 2002 w wygranym 2:0 meczu eliminacji Mistrzostw Europy 2004 z Islandią Lőw strzelił pierwszego gola w trakcie gry dla drużyny narodowej. Ostatecznie na Euro jego reprezentacja nie awansowała. Był także powoływany do kadry na mecze eliminacji Mistrzostw Świata 2006 oraz Mistrzostw Europy 2008, jednak na oba turnieje Węgry nie awansowały.
Od 31 marca 2025 roku trener RB Leipzig, zastąpił zwolnionego Marco Rose.